# آرثر دونالدسون سميث
آرثر دونالدسون سميث (بالإنجليزية: Arthur Donaldson Smith) هو مستكشف أمريكي، ولد في 27 أبريل 1866، وتوفي في 19 فبراير 1939.

## وصلات خارجية
- آرثر دونالدسون سميث على موقع الموسوعة البريطانية (الإنجليزية)